# 1972年の相撲
1972年の相撲（1972ねんのすもう）は、1972年の相撲関係のできごとについて述べる。

## アマチュア
- 11月3日 - 水若酢神社境内で隠岐古典相撲大会が初開催。

## 大相撲

### できごと
- 1月9日 - 1月場所初日。北の湖が18歳7ヶ月の史上最年少で入幕。初日から北の富士対琴櫻の横綱・大関戦が組まれ、従来の慣行を打ち破る取組が組まれた[1][2]。
- 1月16日 - 1月場所8日目の横綱・北の富士対貴ノ花戦で北の富士の右手が先についたとして、25代木村庄之助は貴ノ花に軍配を上げる。しかし、物言いがつき「かばい手」か「つき手」か論争となる。協議の結果軍配差し違えで北の富士の勝ちとなり、25代木村庄之助は謹慎処分に[3][4]。
- 1月23日 - 1月場所は栃東が優勝。11勝4敗の優勝は15日制になってからは最低の成績となった[3]。
- 1月27日 - 相撲協会の役員改選。一門の割り振りの関係で理事や監事（現副理事）になれない親方の中から「役員待遇」者を設け、各部の副部長に抜擢することとした。役員改選で高砂が新理事となり、新監事に出羽海と武隈が就任。事業部長は春日野。審判部長は一人となり高砂が就任、副部長に出羽海と二子山（役員待遇）[5][6]。
- 1月31日～2月6日 - ハワイ巡業[5][6]。
- 3月1日 - 25代木村庄之助が辞表を提出（6日受理）。庄之助は当面空位に[5][6]。
- 3月18日 - 井筒親方（元前頭2枚目鶴ヶ嶺）死去[5][6]。
- 3月24日 - 3月場所12日目の琴櫻-前の山戦を相撲競技監察委員会が無気力相撲と認定し、両力士の師匠に注意[7]。監察委が無気力相撲を認定した初のケース。
- 3月24日 - 3月場所で2度の軍配差し違えがあった22代式守伊之助に1日の謹慎処分[7]。13日目は史上初の立行司なしとなった。
- 4月25日 - 井筒部屋で後継者問題が起こる。陸奥（元前頭4枚目星甲）が井筒を襲名し、君ヶ濱（元関脇鶴ヶ嶺）は分家独立することになったが、弟子の所属を巡り両者でもめる。27日に錦洋と幕下3力士を君ヶ濱部屋に移籍させることで決着[5][6]。
- 5月15日 - 5月場所初日。先場所途中休場した前の山が大関から陥落して関脇となる[1][6]。
- 7月2日 - 7月場所初日。史上初の5関脇に[5][6]。
- 7月16日 - 7月場所は高見山大五郎（高砂部屋）が外国出身力士として初めて幕内最高優勝を果たす[8][6][9]。
- 8月23日 - 7月場所で優勝した高見山がハワイへ凱旋。現地で優勝パレードを行う[10][6]。
- 8月28日 - 9月場所の番付が発表され、牧本は初土俵以来、12年76場所目で新入幕。これは当時の新入幕までの最遅記録となった。また、公傷制度が初めて適用され、幕下宍戸、十両の大潮と鷲羽山が前地位に張り出しとなった[11][6]。
- 9月17日 - 9月場所8日目に天皇、皇后観戦。
- 9月24日 - 9月場所千秋楽に皇太子一家観戦[11][6]。貴ノ花輪島戦は大相撲史上屈指の名勝負として語り継がれている[12]。
- 9月27日 - 番付編成会議で貴ノ花（二子山部屋）と輪島（花籠部屋）の大関同時昇進が決定[11][6]。
- 11月24日 - 22代式守伊之助の26代木村庄之助襲名が決定し、伊之助は空位となる[11][6]。
- 11月26日 - 11月場所で琴櫻が優勝[11][6]。年6場所制導入後、はじめて6場所とも幕内優勝者が異なるという結果となった。

### 本場所
- 一月場所（蔵前国技館・9日～23日）
幕内最高優勝 : 栃東知頼（11勝4敗,初）
　殊勲賞-輪島、敢闘賞-福の花、技能賞-栃東
十両優勝 : 増位山昇吾（12勝3敗）
- 三月場所（大阪府立体育館・12日～26日）
幕内最高優勝 : 長谷川勝敏（12勝3敗,初）
　殊勲賞-魁傑、敢闘賞-長谷川、技能賞-魁傑
十両優勝 : 朝登俊光（12勝3敗）
- 五月場所（蔵前国技館・14日～28日）
幕内最高優勝 : 輪島博（12勝3敗,初）
　殊勲賞-輪島、敢闘賞-魁傑、技能賞-貴ノ花
十両優勝 : 若ノ海正照（12勝3敗）
- 七月場所（愛知県体育館・2日～16日）
幕内最高優勝 : 高見山大五郎（13勝2敗,初）[13]
　殊勲賞-高見山、敢闘賞-貴ノ花、技能賞-貴ノ花
十両優勝 : 大雄辰實（10勝5敗）
- 九月場所（蔵前国技館・10日～24日）
幕内最高優勝 : 北の富士勝昭(15戦全勝,9回目）
　殊勲賞-栃東、敢闘賞-黒姫山、技能賞-栃東
十両優勝 : 栃富士勝健（10勝5敗）
- 十一月場所（福岡スポーツセンター・12日～26日）
幕内最高優勝 : 琴櫻傑將（14勝1敗,3回目）
　殊勲賞-高見山、敢闘賞-福の花、技能賞-増位山
十両優勝 : 若二瀬唯之（11勝4敗）
- 年間最優秀力士賞：貴ノ花満（58勝32敗）
- 年間最多勝：輪島博（63勝27敗）

## 誕生
- 1月7日 - 玉春日良二（最高位：関脇、所属：片男波部屋、年寄：片男波）[14]
- 1月27日 - 富風悟（最高位：十両8枚目、所属：尾車部屋）[15]
- 2月14日 - 武双山正士（最高位：大関、所属：武蔵川部屋、年寄：藤島）[16]
- 2月16日 - 土佐ノ海敏生（最高位：関脇、所属：伊勢ノ海部屋、年寄：立川）[17]
- 3月2日 - 琴龍宏央（最高位：前頭筆頭、所属：佐渡ヶ嶽部屋）[18]
- 3月8日 - 千代の若秀則（最高位：十両9枚目、所属：九重部屋）
- 3月27日 - 大吉（幕内呼出、所属：東関部屋→八角部屋）
- 5月12日 - 和歌乃山洋（最高位：小結、所属：武蔵川部屋）[19]
- 6月16日 - 大碇剛（最高位：前頭11枚目、所属：伊勢ノ海部屋、年寄：甲山）[20]
- 7月2日 - 嵐望将輔（最高位：幕下13枚目、所属：二子山部屋→貴乃花部屋、世話人：嵐望）[21]
- 7月15日 - 北勝光康仁（最高位：十両10枚目、所属：八角部屋）[22]
- 7月24日 - 魁皇博之（最高位：大関、所属：友綱部屋、年寄：浅香山）[23]
- 7月24日 - 床九（一等床山、所属：九重部屋）
- 8月12日 - 貴乃花光司（第65代横綱、所属：藤島部屋→二子山部屋）[24]
- 8月30日 - 須佐の湖善誉（最高位：十両2枚目、所属：北の湖部屋）[25]
- 9月2日 - 4代木村朝之助（幕内格行司、所属：高砂部屋）
- 10月9日 - 床哲（一等床山、所属：高田川部屋）
- 10月18日 - 琴嵐佳史（最高位：十両9枚目、所属：佐渡ヶ嶽部屋）
- 10月21日 - 琴岩国武士（最高位：十両12枚目、所属：佐渡ヶ嶽部屋）[26]
- 10月28日 - 琴乃峰篤実（最高位：十両13枚目、所属：佐渡ヶ嶽部屋）[27]
- 12月20日 - 力櫻猛（最高位：前頭4枚目、所属：鳴戸部屋）[14]

## 死去
- 1月25日 - 常陽山正治（最高位：十両筆頭、所属：出羽海部屋、* 1903年【明治36年】）
- 3月1日 - 青葉山徳雄（最高位：前頭4枚目、所属：陣幕部屋→小野川部屋→陣幕部屋、* 1913年【大正2年】）[28]
- 3月18日 - 鶴ヶ嶺道芳（最高位：前頭2枚目、所属：井筒部屋→双葉山道場→時津風部屋、年寄：井筒、* 1912年【明治45年】）[28]
- 4月27日 - 小松山貞造（最高位：前頭3枚目、所属：井筒部屋→双葉山道場、年寄：甲山、* 1913年【大正2年】）[29]
- 5月27日 - 山錦善治郎（最高位：関脇、所属：出羽海部屋、* 1898年【明治31年】）[30]
- 10月9日 - 九州錦正男（最高位：前頭2枚目、所属：宮城野部屋、* 1921年【大正10年】）[31]
- 10月20日 - 阿久津川高一郎（最高位：前頭筆頭、所属：錣山部屋→高砂部屋、* 1897年【明治30年】）[32]
- 11月7日 - 立汐祐治郎（最高位：前頭13枚目、所属：高砂部屋、* 1888年【明治21年】）[33]